# 徳島南バイパス

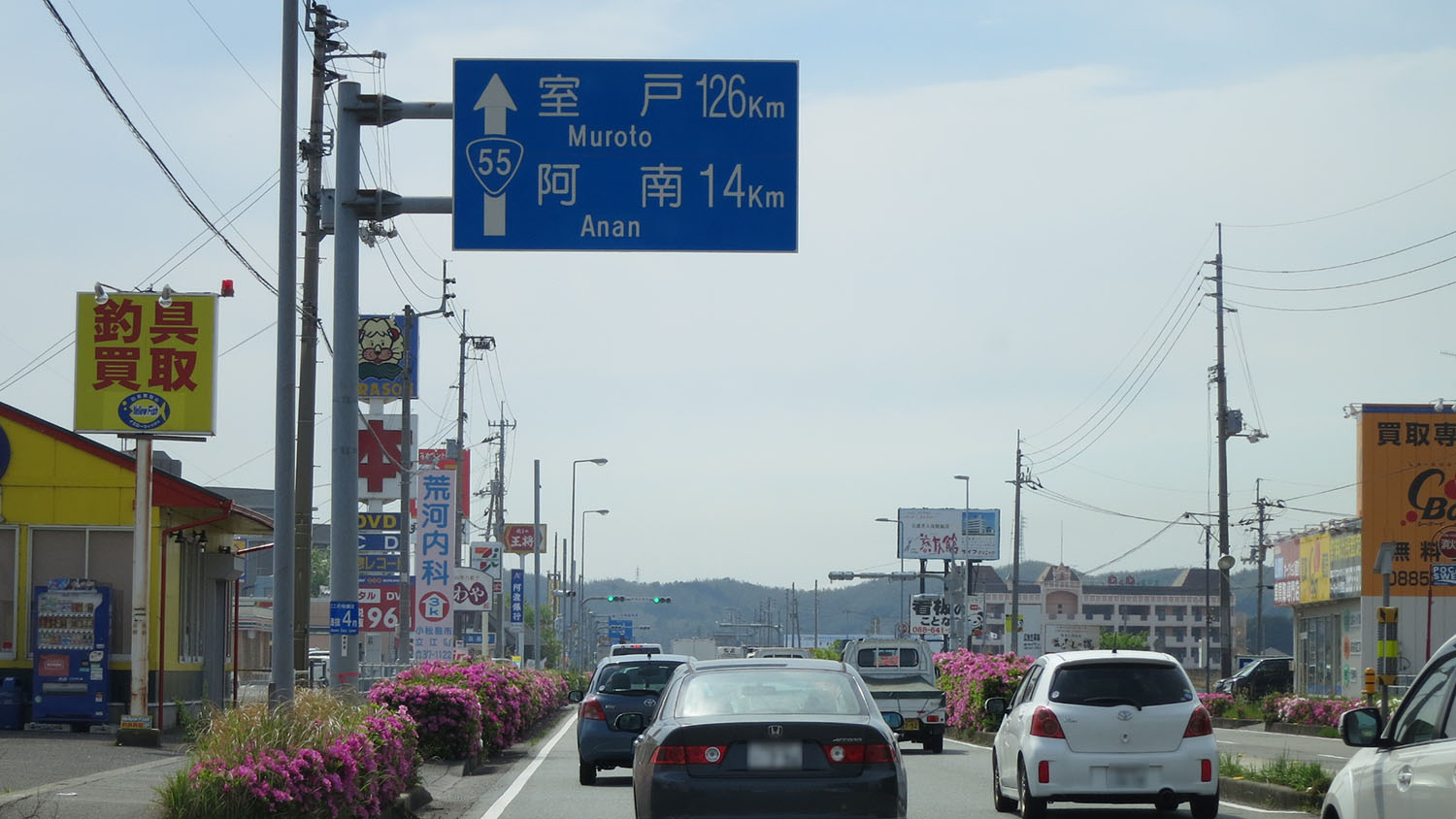
徳島南バイパス
徳島県小松島市日開野町時信

徳島南バイパス（とくしまみなみバイパス）は徳島県徳島市かちどき橋一丁目のかちどき橋南詰交差点（国道55号起点）から徳島県小松島市大林町の大林北交差点に至る、国道55号のバイパス道路である。

## 概要
全線開通後、旧道は徳島県道120号徳島小松島線として徳島県に移管され、本路線が現道となった。
バイパス道路として建設されたため、ほとんどの部分で市街を避けるように通っている。（沖浜および沖浜東は土地区画整理事業が同時に行われ、本路線を中心に市街化している）
徳島県は、渋滞緩和のために徳島東環状道路を建設中だが、接続点は徳島市内の大野交差点であり、そこから南は主要道路では現状の道路のみとなる。

### 路線データ
- 起点 : 徳島市かちどき橋一丁目[1]
- 終点 : 小松島市大林町[1]
- 延長 : 12.9 km[1]
- 規格 : 第4種第1級、第3種第1級[1]
- 車線数 : 完成6車線、4車線[1]
- 道路幅員 : 30 m、24 m[1]
- 車線幅員 : 3.25 m、3.5 m[1]
- 設計速度 : 60 km/h、80 km/h[1]

## 歴史
- 1970年（昭和45年）4月 事業化[1]
- 1972年（昭和47年） 工事着手[1]
- 1993年（平成5年）3月 全線暫定供用
- 1996年（平成8年）7月 完成供用[1]

## 路線状況
1986年12月、徳島市八万町字大野から小松島市江田町までが両側4車線化された。

### 道路施設

#### 橋梁
- 大野橋 - 園瀬川（L = 96 m）[3]
- 大松川橋（L=87m）[3]
- 新勝浦川橋 - 勝浦川（L = 241 m）

#### トンネル
- 赤石トンネル（小松島市） - 1991年に北側（現在の下り線高知向き、全長346m）が開通し、1995年に南側（現在の上り線徳島市向き、全長355m）が開通した。当道路唯一のトンネルである[4]。

### 交通量
2005年度（平成17年度道路交通センサスより）の平日24時間交通量
- 小松島市小松島町領田：49,634台

### 車線・最高速度
| 区間                              | 車線 上下線=上り線+下り線 | 最高速度                                      |
| --------------------------------- | ------------------------- | --------------------------------------------- |
| かちどき橋南詰交差点 - 大野交差点 | 6=3+3                     | 50 km/h（7時 - 21時） 60 km/h（21時 - 翌7時） |
| 大野交差点 - 大林北交差点         | 4=2+2                     | 60 km/h                                       |

## 地理
位置関係
- （高松方面） - 吉野川バイパス - 徳島南バイパス - 阿南道路 - （室戸方面）

### 通過する自治体
- 徳島県
  - 徳島市 - 小松島市

### 接続している高速道路
- E55 徳島南部道 （小松島）（事業中）

### 交差する道路
- 上側が起点側、下側が終点側。左側が上り側、右側が下り側。

| 交差する道路                           | 交差する道路                 | 交差点       | 所在地   | 所在地                     | 徳島から (km) |
| -------------------------------------- | ---------------------------- | ------------ | -------- | -------------------------- | ------------- |
| 国道11号（吉野川バイパス）             |                              |              |          |                            |               |
| 徳島県道136号宮倉徳島線                | 徳島県道120号徳島小松島線    | 県庁前       | 徳島市   | かちどき橋                 | 0.0           |
| 徳島市道                               | 徳島市道                     | 御座船橋南詰 | 徳島市   | 沖浜一丁目、沖浜東一丁目   |               |
| 徳島市道                               | 徳島市道                     | 沖須賀橋     | 徳島市   | 問屋町、山城西四丁目       |               |
| 徳島県道203号鮎喰新浜線                | -                            | 大野橋北詰   | 徳島市   | 八万町沖須賀               |               |
| 国道192号（徳島南環状線）              | 徳島県道29号徳島環状線       | 大野         | 徳島市   | 八万町大野                 |               |
| 徳島市道                               | 徳島市道                     | 三軒屋町外   | 徳島市   | 三軒屋町外                 |               |
| 徳島市道                               | 徳島市道                     | 大松町       | 徳島市   | 大松町榎原外               |               |
| 徳島県道136号宮倉徳島線                |                              | 敷地前       | 小松島市 | 江田町敷地前               |               |
| 徳島県道212号新浜勝浦線                | 徳島県道212号新浜勝浦線      | 勝浦川橋北詰 | 小松島市 | 江田町敷地前               |               |
| 徳島県道16号徳島上那賀線               | 徳島県道16号徳島上那賀線     | 勝浦川橋南詰 | 小松島市 | 江田町大江田               |               |
| E55 徳島南部自動車道小松島IC（事業中） | 徳島県道17号小松島港線       | 前原町       | 小松島市 | 前原町東                   |               |
| 徳島県道33号小松島佐那河内線           | 徳島県道33号小松島佐那河内線 | 日開野       | 小松島市 | 日開野町勝久、小松島町喜来 |               |
| 徳島県道136号宮倉徳島線                | 徳島県道136号宮倉徳島線      |              | 小松島市 | 日開野町弥三次             |               |
| -                                      | 徳島県道216号花園日開野線    | -            | 小松島市 | 日開野町宗人屋敷           |               |
| 徳島県道136号宮倉徳島線                | -                            | -            | 小松島市 | 芝生町網干                 |               |
| 徳島県道217号田野勢合線                | 徳島県道217号田野勢合線      | -            | 小松島市 | 田野町本村                 |               |
| 徳島県道28号阿南小松島線               |                              |              | 小松島市 | 立江町小田ノ浦             |               |
| 徳島県道28号阿南小松島線               | 徳島県道28号阿南小松島線     |              | 小松島市 | 立江町青森                 |               |
| 徳島県道130号大林津乃峰線              | 徳島県道120号徳島小松島線    | 大林北       | 小松島市 | 大林町宮ノ本               |               |
| 国道55号（阿南道路）                   |                              |              |          |                            |               |